# TOP Oss
Maillots
Le TOP Oss, abréviation de Tot Ons Plezier Oss, également surnommé TOP, est un club néerlandais de football de Keuken Kampioen Divisie, basé dans la ville de Oss.

## Histoire

### Fondation du club
Ton Steinhauser et Cor van Schijndel, deux footballeurs, veulent fonder une association après leurs études. Le 9 avril 1928, ils décident de créer un club de football. Tout d'abord, le nom KMD (Klein Maar Dapper, qui signifie Petit Mais Courageux) est choisi, mais comme beaucoup de clubs ont ce même nom, ils choisissent finalement le nom de TOP (Tot Ons Plezier, qui signifie Pour Notre Plaisir).

### Les années 1950
En 1954, la direction de TOP décide de demander une licence professionnelle. Cette demande est acceptée pour la saison 1955-1956, et c'est ainsi que TOP entre dans le football professionnel. Mais cela ne dure que deux ans, car TOP a souvent beaucoup de mal à lutter contre les autres équipes. La première année se termine avec seulement 15 points en 30 matches, mais une moyenne de 5 000 spectateurs suivent TOP. L'année suivante, le club termine dernier du groupe B de la Deuxième division néerlandaise. Malgré un intérêt régional important, le club retourne dans le football amateur.

### Les années 1990
Au début des années 1990, un sondage est mené sur Oss et ses environs dans le but de savoir s'il y à un regain d'intérêt pour le football professionnel à Oss. Cet intérêt se manifeste à une nette majorité, et c'est ainsi que TOP fait son retour dans le football professionnel presque 40 ans après, avec le soutien de la fédération de football des Pays-Bas (KNVB), car toutes les conditions, à la fois sportives et financières, sont satisfaites. Depuis 1991, TOP joue en deuxième division. 
Pendant les premières années, avec les entraîneurs Piet Schrijvers, Bram Braam, puis Hans Dorjee, le club oscille entre le milieu et le bas du classement. En 1994, il est renommé TOP Oss pour mieux représenter sa ville d'origine. L'arrivée de l'entraineur Adrie Koster en 1995-1996 et la progression des jeunes frères Yuri et Tim Cornelisse permettent à TOP Oss de se stabiliser au milieu du classement. Deux saisons plus tard, avec l'entraîneur Lex Schoenmaker, TOP Oss réalise une grande saison. Le club est vice-champion d'hiver, mais à la fin du championnat, il rate la montée. Puis vint les années de vaches maigres. Durant la deuxième saison sous Shoemaker et sous son successeur Jan Versleijen, TOP Oss glisse vers le bas du classement. Toutefois, le stade est rénové avec trois tribunes assises.

### Les années 2000
L'entraîneur Wim van Zwam n'a pas pu améliorer significativement les performances. En 2000-2001, ce ne fut que grâce au meilleur buteur Stefan Jansen (30 buts) que TOP Oss a terminé 10e, mais après le départ de Jansen, l'équipe a terminé dernière avec une centaine de buts encaissés. En 2002-2003, la barre a été sensiblement inversée. Le duo Bert Zwanenburg, président, et Harry van den Ham, entraîneur, ont rénové l'organisation et l'équipe avec un plan sur trois ans. La première saison fut assez bonne avec la neuvième place au classement final, mais les deux saisons suivantes, la tendance était à la baisse (11e puis 16e place), et Harry van den Ham quitta le club. 
Son successeur Hans de Koning est arrivé alors que TOP Oss se dirigeait vers une saison épouvantable, mais tout à coup, l'équipe enchaina les victoires pour la première fois de l'histoire. Les supporters furent de plus en plus nombreux à venir durant la saison. La récompense de cette période de victoires fut une participation aux play-offs de promotion en première division. Au premier tour, ils ont éliminé AGOVV Apeldoorn, puis au deuxième tour, ils ont livré trois matches héroïques face à NAC Breda, habitué de l'Eredivisie. Après le 0-0 du match aller, ils ont arraché le 2-2 après avoir été menés 2-0 lors du match retour à Breda, il a donc fallu jouer un troisième match décisif. Dans un stade à guichets fermés et à l'atmosphère survoltée, les deux équipes ont dû aller jusqu'en prolongation pour se départager (1-1). Ce n'est que lors de celle-ci que TOP Oss s'inclina (1-3). 
La saison suivante n'a pas été à la hauteur des attentes. L'équipe est restée la même, mais le nombre de défaites et de buts encaissés était beaucoup trop élevé pour jouer un rôle important et le club termina à une triste 17e place. Une saison plus tard, l'autoproclamé roi Hans s'est affirmé comme un entraîneur historique pour TOP Oss en le menant pour la deuxième fois en trois ans aux play-offs grâce à la huitième place au classement final. Durant la saison 2008-2009, TOP Oss a de nouveau participé aux play-offs, mais ils ont de nouveau échoué dans la quête à la montée.
Au début de la saison 2009-2010, le club a subi une métamorphose. TOP Oss est devenu le FC Oss et le nom du stade, le logo, et les couleurs de l'équipe ont été modifiées. Les équipes de jeunes ont fusionné avec celles du NEC Nimègue et ont joué sous le nom de NEC/FC Oss. Mais l'équipe principale a terminé au dernier rang de la deuxième division, elle est donc reléguée dans la nouvellement créée Topklasse, troisième division néerlandaise. Le 12 mai 2010, le FC Oss avait encore un espoir de se maintenir à la suite de la faillite du BV Veendam, mais l'annulation de celle-ci le 4 juin 2010 y mettra fin.

### Nom et identité
Le club est connu jusqu'en 1994 sous le nom de TOP, acronyme de Tot ons plezier en français Pour notre plaisir, puis sous celui de TOP Oss jusqu'à l'été 2009. Il alors prend le nom de FC Oss et change de couleurs, optant pour une tenue orangée. Une décision très contestée notamment par les supporters. Le club retrouve quelques années plus tard son maillot rayé rouge et blanc. À partir de la saison 2018-2019, le club reprend le nom de TOP Oss.

## Stade
Le Heesen Yachts Stadion est le stade où joue le FC Oss. Autrefois connu sous le nom de TOP Oss Stadion, il a changé de nom en 2008 pour prendre celui du sponsor principal du club, Heesen Yachts. Il est composé de trois tribunes, et une école a été construite sur l'espace restant, dans le cadre du projet "Talentencampus" bâti autour du stade depuis 2008.

## Rivalité
Le TOP Oss entretient une rivalité avec le FC Den Bosch, situé à 20km.